# Ascorhynchus simplex
Ascorhynchus simplex är en havsspindelart som beskrevs av Nakamura, K. och C.A. Child. 1991. Ascorhynchus simplex ingår i släktet Ascorhynchus och familjen Ammotheidae. Inga underarter finns listade i Catalogue of Life.